# White mini album
『White mini album』（ホワイト・ミニ・アルバム）はChicago Poodleの1枚目のインディーズミニアルバム。

## 内容
Chicago Poodleの記念すべきインディーズ作品は、ボーカル・ピアノの花沢耕太が全曲の作曲を担当した。

## 収録曲
1. Merry-Go-Round
2. Love & free peace forever
3. 君がくれたぬくもりから永遠にさよなら
4. 恋・ふたたび
5. 最後の一言
6. Baby My "Jemmy"

作詞：杉岡秀則(#1, 2, 4, 6)、山口教仁(#3)、辻本健司(#5)　
作曲：花沢耕太　編曲：Chicago Poodle(#ALL)